# Степанов, Владимир Александрович (писатель)
Владимир Александрович Степа́нов (25 сентября 1949, Клязьма, РСФСР, СССР — 22 июля 2025, Клязьма, Россия) — русский детский поэт и прозаик, автор более 150 книг для детей и юношества, автор одного из вариантов гимна России. Заслуженный работник культуры Российской Федерации (2002).

## Биография
Родился 25 сентября 1949 года в подмосковном посёлке Клязьма в семье известного цветовода.
Отец Владимира Александровича, был всесторонне развитым человеком, на семейных торжествах читал стихи и пел песни собственного сочинения.
Первое стихотворение Владимир Александрович написал в пятом классе, а первая публикация появилась в «Московском комсомольце» в 1966 году.
Окончив педагогический институт, долгое время работал в школе.
На VII Всесоюзном совещании молодых писателей (1979) Редакция журнала «Мурзилка» рекомендовала В. А. Степанова как молодого, талантливого писателя, а детская писательница А. Л. Барто назвала Владимира Степанова на съезде писателей России в числе трех молодых перспективных авторов.
Владимир Степанов был автором одного из вариантов гимна России. Первые строчки гимна звучали так:

Мы Родиной нашей гордимся по праву,

Она величава, добра и сильна.

Как солнце, сияет орел наш двуглавый,

Так было и будет во все времена.

В одном из интервью, детский поэт сказал:

«…Литература для детей отличается от литературы для взрослых ещё и тем, что ребёнок постоянно получает образование. Но забивание „дидактических гвоздей“ в ребёнка ни к чему хорошему не приведёт. Чтобы образовательный процесс был интересным, надо искать и находить яркие художественные строчки, делать сценарий и режиссуру книги, профессионально сочетая звуковой ряд и ряд иллюстративный…Миллионы читателей не заставишь читать то, что им не интересно. К сожалению, сегодня у каждого издателя свои, порой весьма „оригинальные“ представления о детской литературе и о качестве книг для детей. Порой плохие взрослые стихи выдаются за детские. При этом запускается притча: ребёнок всё поймёт. Но ребёнку не нужны ребусы!».

«Энциклопедию дошкольника» — обучающее пособие в стихах — Степанов создавал руководствуясь требованиями программ Министерства образования РФ по обучению и развитию интеллекта дошкольника.
Член СП СССР с 1984 года.
Владимир Степанов является автором песен, которые исполнены эстрадным ансамблем «Золотое Кольцо».
Скончался 22 июля 2025 года на 76-ом году жизни.

## Награды и премии
- Заслуженный работник культуры Российской Федерации (4 октября 2002 года) — за заслуги в области культуры и многолетнюю плодотворную работу[4]
- Премия Ленинского комсомола (1986) — за книги для детей последних лет
- Премия имени генералиссимуса А. В. Суворова (2009) — за цикл поэтических книг военно-патриотической направленности[5]
- 1-я премия Всероссийского конкурса «Я расту» — за серию учебников дошкольного возраста для малышей

## Некоторые издания
- Азбука профессий. Стихи: азбука и загадки. Для младшего возраста. Художник В. А. Жигарев, (М.: Фламинго, 2001. — Учебник для малышей);
- Алфавит, азбука, букварь. Стихи. Для младшего школьного возраста (М.: Фламинго. — Учебник для малышей).
- Сосчитай и покажи. Стихи. Для младшего школьного возраста. Художник Н.Гриченкова, (М.: Фламинго, 2004. — Учимся считать);
- Кто первый? Стихи. Для младшего школьного возраста. Художник Г. Г. Бедарев, (М.: Фламинго, 2004. — Про зверят);
- Степанов В. Стихи и сказки, (М.: Оникс 21 век, 2004);
- Энциклопедия дошкольника, (М.: Оникс 21 век, 2004)
- Россия — моя Родина (М.: Вакоша, 2021)[6]
- Сказки лесной полянки (М.: Вакоша, 2022)
- Первые стихи для маленьких (М.: Вакоша, 2022)
- Домик для воробья (М.: Вакоша, 202)
- Первоклассный букварь. (М.: Порт-сказок, 2023)[7]
- Загадки Круглого Кота (М.: Порт-сказок, 2023)[7]
- Тюша-Плюша фантазёр (М.: Порт-сказок, 2023)[7]
- Эмоции вокруг нас (М.: Порт-сказок, 2023)[7]